# André Giroud de Villette
Pour les articles homonymes, voir Giroud.
André Giroud de Villette, né à Clamecy le 17 décembre 1752 et mort à Paris le 31 mai 1787, est un des deux premiers hommes à avoir volé, le 19 octobre 1783, dans une montgolfière. L'événement se passait à la Folie Titon, alors Manufacture royale des papiers peints, dans l'actuelle rue de Montreuil à Paris. Avec lui se trouvait Pilâtre de Rozier.